# Wolodymyr Tohusow
Wolodymyr Tajmurasowytsch Tohusow (* 31. August 1966 in Potsdam, DDR) ist ein ehemaliger sowjetischer bzw. ukrainischer Ringer. Er wurde zweimal Europameister und gewann bei den Olympischen Spielen 1988 eine Bronzemedaille im freien Stil im Fliegengewicht.

## Werdegang
Wolodymyr Tohusow begann als Jugendlicher 1981 mit dem Ringen. Er lebte damals in Nord-Ossetien und wurde Mitglied des Sportclubs Dynamo Ordschonikidse (heute Wladikawkas). In der Ukraine ging er für Champion Kiew an den Start. Sein Trainer war dort Boris Sawlochow. Er konzentrierte sich ganz auf den freien Stil und rang bzw. ringt immer im Fliegengewicht (seit 2002 Bantamgewicht). In seiner internationalen Ringerlaufbahn, die bis 1996 andauerte, startete er bis zum Jahre 1991 für die Sowjetunion, im Jahre 1992 für die GUS und seit 1993 für die Ukraine. Nach 1996 ging er nach Deutschland und rang zunächst für den KSV Wiesental, dann für den AC Goldbach und seit 2002 für den KSV Köllerbach. Er besitzt mittlerweile auch die deutsche Staatsbürgerschaft und stand auch in der Saison 2010/11 noch in der Köllerbacher Bundesliga-Mannschaft und das im Alter von 44 Jahren. Wie stark er trotz seines Alters immer noch war, bewies er im Januar 2010, als er den auch international erfolgreichen deutschen Meister Marcel Ewald nach Punkten besiegte. Am 9. Oktober 2010 verlor er in der Revanche gegen Marcel Ewald nur knapp mit 2:3 Runden. Im Jahre 2007 nahm er mit 41 Jahren noch einmal an den ukrainischen Meisterschaften teil und kam dort nach einem Sieg über Geworg Margarjan und einer Niederlage gegen Wolodimir Dubowoi auf den 3. Platz.
Zu Beginn seiner internationalen Ringerkarriere belegte Wolodymyr Tohusow bei der Junioren-Weltmeisterschaft 1985 in Colorado Springs im Fliegengewicht hinter dem Bulgaren Iwan Zonow den 2. Platz. 1986 wurde er vom sowjetischen Ringerverband bei der Weltmeisterschaft in Budapest eingesetzt, erreichte dort aber nur den 6. Platz. Beim nächsten Start gewann er bei der Europameisterschaft in Veliko Tarnovo/Bulgarien die EM-Silbermedaille. Im Finale musste er dabei allerdings eine klare 4:11-Punkte-Niederlage gegen Walentin Jordanow aus Bulgarien hinnehmen. Jordanow wurde im weiteren Verlauf der Karriere der Hauptkonkurrent von Wolodymyr Tohusow, an dem er immer wieder scheiterte. Auch bei der Weltmeisterschaft 1987 in Clermont-Ferrand war es so. Wladimir Togusow verlor dort im Halbfinale gegen Jordanow und belegte bei dieser WM den 4. Platz.
Im Jahre 1988 wurde Wolodymyr Tohusow in Manchester wieder Vize-Europameister. Im Finale unterlag er dabei wieder gegen Walentin Jordanow. Bei den Olympischen Spielen 1988 in Seoul konnte er sich dann vor Jordanow platzieren, der nur den 8. Platz belegte. Die Goldmedaille holte sich dort der Japaner Mitsuru Sato vor Šaban Trstena aus Jugoslawien. Wolodymyr Tohusow gewann die Bronzemedaille.
Bei den Ringer-Europameisterschaften 1989 war er nicht am Start. Bei der Weltmeisterschaft in Martigny/Schweiz stand er im Endkampf wieder Walentin Jordanow gegenüber und verlor diesen Kampf klar mit 1:7 nach Punkten. Der Gewinn des Vize-Weltmeistertitels war aber bis dahin sein größter internationaler Erfolg. 1990 wurde er in Posen erneut Vize-Europameister. Im Finale unterlag er dabei gegen Šaban Trstena aus Jugoslawien. Bei der Europameisterschaft 1991 in Stuttgart gewann Wolodymyr Tohusow seinen ersten internationalen Titel. Er wurde Europameister und bezwang dort im Finale Stanislaw Kaczmarek aus Deutschland knapp nach Punkten. 1991 holte er sich dann auch noch bei der Weltmeisterschaft in Warna eine Medaille. Dabei verlor er Halbfinale wieder einmal gegen Walentin Jordanow, doch war diese Niederlage mit 6:9 Punkten relativ knapp und zeigt, dass der Kampf ziemlich ausgeglichen war.
1992 trat er für die GUS bei den Olympischen Spielen in Barcelona an. Nach einer Niederlage in seinem ersten Kampf gegen Walentin Jordanow siegte er zwar noch gegen Shane Stannett aus Australien, doch brachte ihn dieser Sieg nur mehr auf den 11. Rang. Seit dem Jahre 1993 startete Wolodymyr Tohusow für die Ukraine. Bei den internationalen Meisterschaften dieses Jahres wurde er aber nicht er, sondern Michail Kuschnir eingesetzt.
1994 war er bei der Weltmeisterschaft in Istanbul am Start. Er erreichte dort aber nur den 11. Platz. Wegen der schlechten Quellenlage aus jenen Jahren, ist nicht bekannt, gegen wen er dabei verlor, was sein frühes Ausscheiden zur Folge hatte. 1995 vertrat wieder Michail Kuschnir die ukrainischen Farben. Bei der Europameisterschaft 1996 in Budapest gewann Wolodymyr Tohusow dann zum zweiten Mal den Titel. Im Halbfinale bezwang er dabei Namig Abdullajew aus Aserbaidschan mit 3:1 Punkten und im Finale siegte er über Iwan Zonow aus Bulgarien mit 5:3 Punkten. Zum Abschluss seiner internationalen Karriere nahm er 1996 noch einmal an Olympischen Spielen teil. In Atlanta gelang ihm aber nur ein Sieg über Omar Kedjaour aus Algerien. Gegen Maulen Mamirow aus Kasachstan und gegen Tschetschenol Mongusch aus Russland verlor er und belegte deshalb nur den 10. Platz.

## Internationale Erfolge
| Jahr | Platz  | Wettbewerb                                    | Gewichtskl. | Ergebnis |
| 1985 | 2.     | Junioren-WM in Colorado Springs               | Fliegen     | hinter Iwan Zonow, Bulgarien, vor Dorinel Bircu, Rumänien                                                                        |
| 1986 | 1.     | Welt-Cup in Toledo/USA                        | Fliegen     | vor Nandsadyn Bürgedaa, Mongolei u. Ed Woodburn, USA                                                                             |
| 1986 | 1.     | Goodwill-Games in New York                    | Fliegen     | vor Iwan Zonow u. Arslangiin Tsedensodnom, Mongolei                                                                              |
| 1986 | 6.     | Ringer-Weltmeisterschaften 1986WM in Budapest | Fliegen     | hinter Kim Yong-sik, Nordkorea, Mitsuru Sato, Japan, Walentin Jordanow, Bulgarien, Hartmut Reich, DDR u. Nor Kyung-sun, Südkorea |
| 1987 | 2.     | EM in Veliko Tarnovo                          | Fliegen     | hinter Walentin Jordanow, vor Aslan Seyhanlı, Türkei u. Nicu Hincu, Rumänien                                                     |
| 1987 | 4.     | WM in Clermont-Ferrand                        | Fliegen     | hinter Walentin Jordanow u. Kim Yong-sik, vor Tserenbaataryn Enchbajar, Mongolei                                                 |
| 1988 | 2.     | Fila-Grand-Prix-Gala in Budapest              | Fliegen     | hinter Walentin Jordanow, vor Aslan Seyhanlı und Jozsef Pillik, Ungarn                                                           |
| 1988 | 2.     | EM in Manchester                              | Fliegen     | hinter Walentin Jordanow, vor Šaban Trstena, Jugoslawien u. Aslan Seyhanlı                                                       |
| 1988 | 1.     | Grosser Preis der BRD in Aschaffenburg        | Fliegen     | vor Herbert Tutsch, BRD, Mike Jesse, DDR und In Ho-lee, Südkorea                                                                 |
| 1988 | Bronze | OS in Seoul                                   | Fliegen     | hinter Mitsuru Sato und Šaban Trstena, vor Laszlo Biro, Ungarn und Aslan Seyhanlı                                                |
| 1989 | 1.     | Welt-Cup in Toledo/USA                        | Fliegen     | vor Ken Chertow, USA und Carlos Valera Gonzales, Kuba                                                                            |
| 1989 | 2.     | WM in Martigny                                | Fliegen     | hinter Walentin Jordanow, vor Majid Torkan, Iran u. Constantin Corduneanu, Rumänien                                              |
| 1990 | 2.     | EM in Posen                                   | Fliegen     | hinter Saban Trstena, vor Iwan Zonow und Thierry Bourdin, Frankreich                                                             |
| 1991 | 1.     | EM in Stuttgart                               | Fliegen     | vor Stanislaw Kaczmarek, Deutschland, Thierry Bourdin u. Iwan Zonow                                                              |
| 1991 | 3.     | WM in Warna                                   | Fliegen     | hinter Zeke Jones, USA und Walentin Jordanow, vor Constantin Corduneanu und Mitsuru Sato                                         |
| 1992 | 11.    | OS in Barcelona                               | Fliegen     | nach einer Niederlage gegen Walentin Jordanow u. einem Sieg über Shane Stannett, Australien                                      |
| 1994 | 11.    | WM in Istanbul                                | Fliegen     | Sieger: Walentin Jordanow vor Namig Abdullajew, Aserbaidschan, Gholamreza Mohammadi, Iran u. Ahmet Örel, Türkei                  |
| 1996 | 1.     | EM in Budapest                                | Fliegen     | vor Iwan Zonow, Namig Abdullajew, Ahmet Örel u. Constantin Corduneanu                                                            |
| 1996 | 1.     | Grosser Preis von Deutschland in Leipzig      | Fliegen     | vor Amiran Kartanow, Griechenland, Metin Topaktaş, Türkei, Ahmed Azilow, Usbekistan u. Carlos Valera Gonzales                    |
| 1996 | 10.    | OS in Atlanta                                 | Fliegen     | nach einem Sieg über Omar Kedjaour, Algerien u. Niederlagen gegen Maulen Mamirow, Kasachstan u. Tschetschenol Mongusch, Russland |

Erläuterungen:
- alle Wettbewerbe im freien Stil
- OS = Olympische Spiele, WM = Weltmeisterschaft, EM = Europameisterschaft
- Fliegengewicht, damals bis 52 kg Körpergewicht